# Dwór w Gierałtowcu
Dwór w  Gierałtowcu (niem. Schloss Giersdorf) – dwór we wsi Gierałtowiec, w powiecie złotoryjskim, wpisany do rejestru zabytków nieruchomych województwa dolnośląskiego.
Dwór wybudowany  na początku XVII w., przebudowywany w XIX w. Obiekt jest częścią zespołu dworskiego, w skład którego wchodzi jeszcze park z XVIII w., zmieniony w drugiej połowie XIX w.
W XVII i XVIII w. własność rodziny von Axleben.
Od frontu renesansowy, arkadowym portal zwieńczony frontonem zawierającym herby właściciela von Axlebena i jego żony. Po bokach znajdują się siedziska koszowe. Archiwolta, fryz i nisze dekorowane są arabeską. Pola nad łukami (nadłucza) zdobią uskrzydlone głowy aniołków. W architrawie znajduje się również głowa.

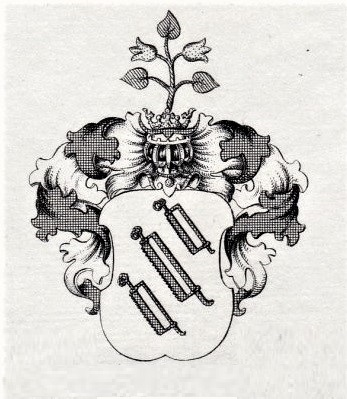
Herb von Axleben z portalu